# Sabrina Asselah
Sabrina Asselah est une judokate algérienne.

## Carrière
Dans la catégorie des plus de 78 kg, Sabrina Asselah est médaillée de bronze des Championnats d'Afrique des moins de 20 ans en 2005 et médaillée d'argent de ces mêmes Championnats en 2006. Aux Championnats d'Afrique de judo 2006 à Port-Louis, elle remporte deux médailles de bronze, en plus de 78 kg et toutes catégories.

## Famille
Elle est la sœur de la judokate Sonia Asselah.